# База (архітектура)

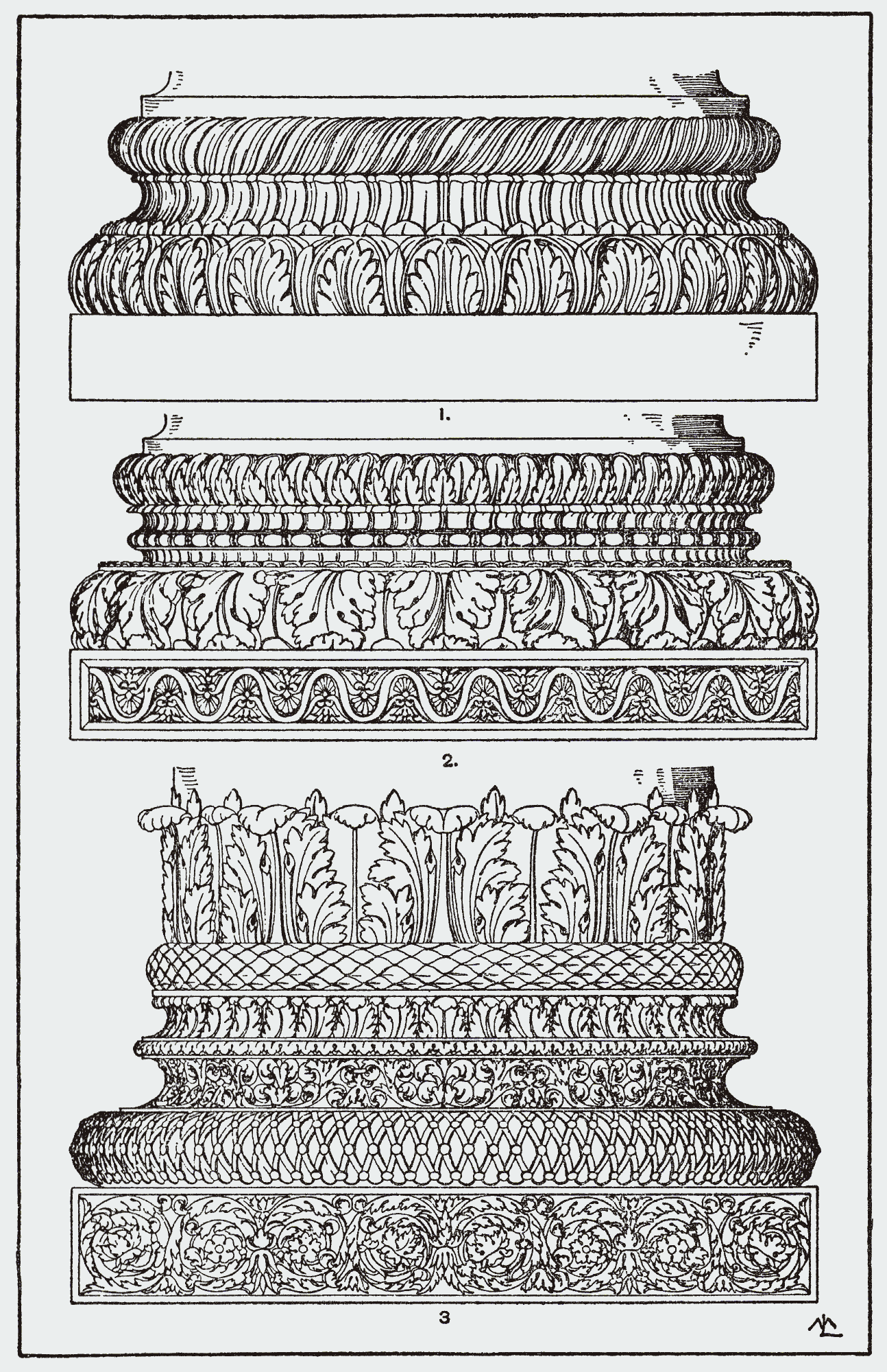
Коринфські бази

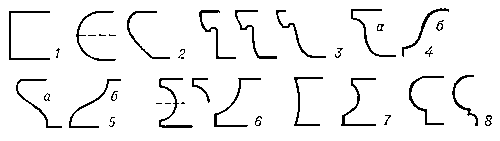
1 — плінт, 2 — вал (торус), 3 — доричний «дзьоб яструба», 4 — дорична кіма, 5 — іонічний кіматій, 6 — викружка, 7 — власне, скоція, 8 — астрагал, поєднання плінта з валом та викружкою.

Ба́за (від дав.-гр. βάσις — основа) — основа, підніжжя колони або пілястра. Складається з таких елементів:
- скоція — архітектурний асиметричний злом із профілем двоцентрової дуги або складнішої кривої;
- плінт — квадратна масивна плита, що слугує основою для колони.